# 薛駒
薛 駒（せつ く、シュエ・ジュイ、1922年3月 - 2024年1月12日）は、中華人民共和国の官僚、政治家。山西省運城市出身。中国共産党第12期・第13期中央委員、第6期・第8期全国人民代表大会代表。中国共産党浙江省委員会秘書長、党委副書記、党委書記、浙江省人民政府省長、中国共産党浙江省顧問委員会主任、中国共産党中央党校常務副校長、全国人民代表大会常務委員会委員、全国人民代表大会常務委員会法律委員会主任委員を歴任した。

## 経歴
1922年3月、山西省運城市で生まれる。上海南方中学を経て、1941年、大同大学を卒業。1938年12月に中国共産党入党。1941年10月、中国共産党中分県委員会宣伝部部長、中分県党委書記に就任。1945年、中国共産党蘇中地区委員会青年工人委員会委書記に就任。1945年5有、余姚軍事管制委員会副主任、寧波軍政幹部学校副校長に就任。1947年8月、中国共産党浙江省姚虞県工人委員会書記に就任。1948年8月、中国共産党浙東四明工人委員会委員、宣伝部部長、組織部部長に任命。
1949年9月、中国共産党浙江省寧波地区委員会秘書長、宣伝部部長に任命。1952年10月、中国共産党浙江省委員会弁公庁副主任、主任に就任。1955年1月、中国共産党浙江省委員会副秘書長に任命。1961年には同省省委員会政治研究室主任を兼務する。1966年から1972年7月まで文化大革命で迫害され、隔離審査され、五・七乾校労働を下放した。1972年7月、中国共産党温州連絡組組長、中国共産党浙江省委員会弁公室責任者、中国共産党浙江省委員会副秘書長に任命。1977年、同省党委員会常務委員兼秘書長に昇格。1979年2月、中国共産党浙江省委員会副書記を兼務。1983年3月、浙江省人民政府省長に就任。1987年3月、浙江省党委書記に昇格。1988年12月、中国共産党浙江省顧問委員会主任に就任。
1989年6月、中央に移り、中国共産党中央党校常務副校長（次官）に就任。1993年、第8回全国人民代表大会第1回会議で3月、薛駒が全国人民代表大会常務委員会委員、法律委員会主任委員に選出された。1998年5月に退職した。
2024年1月12日に杭州市で死去。享年102。